# 6999 Meitner
6999 Meitner è un asteroide della fascia principale. Scoperto nel 1977, presenta un'orbita caratterizzata da un semiasse maggiore pari a 2,2814941 UA e da un'eccentricità di 0,0984171, inclinata di 5,57010° rispetto all'eclittica.